# دان في. ستيفنز
دان في. ستيفنز هو سياسي أمريكي، ولد في 4 نوفمبر 1868 في بلومنغتون في الولايات المتحدة، وتوفي في 13 يناير 1939 في فريمونت في الولايات المتحدة. نشط حزبياً في الحزب الديمقراطي. وقد انتخب عضو مجلس النواب الأمريكي ‏.